# Nyctemera insularis
Nyctemera insularis là một loài bướm đêm thuộc phân họ Arctiinae, họ Erebidae.